# Yamatsuka Eye
Yamatsuka Eye, właśc. Tetsurō Yamatsuka (jap. 山塚徹郎 Yamatsuka Tetsurō; ur. w 1964 w Kobe) – Wokalista i artysta sztuki wideo. Znany także pod pseudonimami Yamantaka Eye, Yamataka Eye i DJ 光光光 (pika pika pika).

## Muzyka
BOREDOMS
Yamatsuka Eye jest jednym z założycieli rockowego zespołu Boredoms, w którym był wokalistą. Jego maniera "śpiewania" jest rozpoznawana głównie przez częste chrząkanie, wycie i wydawanie niekonwencjonalnych odgłosów. Od 2000 roku grupa Boredoms zmieniła nazwę na V∞redoms, w której Yamatsuka Eye gra na instrumentach elektronicznych i samplerach bazujących na odtwarzaczach taśmowych z lat 60.
INNE
Yamatsuka Eye jest także członkiem wielu grup nurtu noise, punk i awangardy rockowej. Sporządzenie pełnej dyskografii muzyka jest prawie niemożliwe ze względu na liczne występy gościnne i zaangażowanie artysty w projekty na całym świecie. Z ważniejszych warto wymienić współpracę z Johnem Zornem przy projektach takich jak Mystic Fugu Orchestra, Naked City i Painkiller, a także z muzykiem Otomo Yoshide przy projektach takich jak Ground Zero czy New Jazz Ensemble.

## Sztuka
Podobnie jak w karierze muzycznej, Yamatsuka Eye znany jest z dadaistycznego podejścia do sztuki. Bardzo charakterystyczne dla artysty są kolaże i działania z dziedziny sztuki wideo, wykorzystujące psychodeliczne i brutalne motywy. Eye często sięga po materiały takie jak odblaskowe markery, folia aluminiowa i aerograf. Artysta pochodzi z rodziny, która od pokoleń należy do sekty Ōmoto, co ma niemały wpływ na kształt twórczości autora – podstawą wierzenia członków sekty są liczne wizje nowego porządku świata.

## Dyskografia
Boredoms
- Osorezan no Stooges Kyo (1988)
- Soul Discharge (1989)
- Pop Tatari (1992)
- Chocolate Synthesizer (1994)
- Super æ (1998)
- Vision Creation Newsun (2000)
- Seadrum/House of Sun (2005)

Destroy 2
- We Are Voice and Rhythm Only (1996)

DJ Chaos X
- Live Mixxx (2006)

DJ Pica Pica Pica
- Planetary Natural Love Gas Webbin' 199999 (1999)

Hanatarashi
- Hanazumari (1984)
- Take Back Your Penis!! (1984)
- Live Axtion 84.4.20 & 1.29 (1984)
- Noisexa (1984)
- Bombraining (1984)
- The Hit Parade 1 (1984)
- The Hit Parade 2 (1984)
- Hane Go Go (1984)
- Man Of Noise Noise Kyojin (1984)
- Live! 1984 3.24 (1984)
- 8448-412 (1984)
- Live Action 84.1.29 (1984)
- Live Act 16.Dec.1984 at Zabo Kyoto (1984)
- Merzbow & Hanatarashi (1985) (z Merzbow)
- Worst Selektion (1985)
- Worst Selektion (1985)
- Hanatarashi 1 (1985)
- Hanatarashi 2 (1987)

Hanatarash
- 3: William Bennet Has No Dick (1990)
- The Hanatarash and His Eye (1992)
- Live!! 1984 Dec. 16: Zabo-Kyoto (1993)
- Total Retardation (1995)
- 4: Aids-a-delic (1995)
- 5: We are 0:00 (1996)

The Lift Boys
- Anarchy Village b/w Anarchy Way (2005)
- Lift Boyz (2005)

MC Hellshit & DJ Carhouse
- Live!
- Live!!

Puzzle Punks
- Pipeline – 24 Smash Hits by 24 Puzzle Punk Bands (1996)
- Budub (1996)
- Puzzoo (2006)

Tribal Circus
- Tribal Circus (2000) (z Hifana)

Yamataka Eye
- Re...Remix? (2008) (zbiór remiksów)

Yamataka Eye & John Zorn
- Nani Nani (1995)
- Naninani II (2004)
- 50th Birthday Celebration Volume Ten (2005)

Naked City